# Pterophyllum leopoldi
Pterophyllum leopoldi là một loài cá thần tiên cư ngụ ở vùng lưu vực sông Amazon, sông Solimões và sông Rupununi. Loài này thường xuyên bị xác định nhầm là P. dumerilii khi được nhập vào thương mại cá cảnh.

## Đặc điểm
Pterophyllum leopoldi là loài nhỏ nhất trong số các loài cá thần tiên, con trưởng thành chỉ dài trung bình 5 cm. Chúng có màu nâu đỏ với các sọc nhạt hơn hai loài cá thần tiên còn lại, kích thước nhỏ hơn và cũng không có gờ trán cao.